# Phanoperla astrospinata
Phanoperla astrospinata is een steenvlieg uit de familie borstelsteenvliegen (Perlidae). De wetenschappelijke naam van de soort is voor het eerst geldig gepubliceerd in 2009 door Stark & Sheldon.